# 南非訴以色列 (種族滅絕)
南非于2023年12月29日对以色列提起诉讼，正式名称为《防止及惩治灭绝种族罪公约》在加沙地带的适用（南非诉以色列），指以色列涉嫌违反1948年《防止及懲治危害種族罪公約》和国际法中有关加薩走廊巴勒斯坦人的义务。南非提交的起訴書指控“以色列在长达75年的种族隔离、对巴勒斯坦领土长达56年的占领以及對加薩長達16年的封锁。”南非已请求国际法院（ICJ）采取临时保护措施。
以色列外交部在外交电报中表示，针对以色列的裁决“可能会产生重大的潜在影响，不止於法律领域，更會產生實際的、雙邊的、多邊的、经济的和安全的影響”。
聽證會于2024年1月11日和12日在海牙和平宫举行。以色列由Malcolm Shaw等律师代表出席，南非方面出席的法律团队包括John Dugard、Tembeka Ngcukaitobi和Vaughan Lowe。以色列和南非将分别任命Aharon Barak和Dikgang Moseneke为專案法官（judge ad hoc） 。
2024年1月26日，國際法院作出臨時裁決，命令以色列採取措施防止加薩發生種族滅絕行為，且必須允許向加薩提供人道主義援助，但並未下令停火。

## 背景
哈马斯发动阿克薩洪水行動后，以色列开始轰炸加薩走廊，引發以色列—哈馬斯戰爭，一些巴勒斯坦人表示担心報應行为将被以色列合理化對巴勒斯坦人的種族滅絕。哈马斯发动袭击后，以色列總理內塔尼亞胡曾兩度發表過「勿忘聖經中亞瑪力人的惡行」的言論，亞瑪力人是聖經中猶太人的宿敵，聖經撒母耳記上15:3撒母耳說道：「現在你要去擊打亞瑪力人、滅盡他們所有的、不可憐惜他們、將男女、孩童、喫奶的、並牛、羊、駱駝、和驢盡行殺死。」以色列軍士兵亦響應內塔尼亞胡，他們熱烈地邊跳舞邊高唱「殺掉亞瑪力後裔」和「沒有無辜的平民」的行為被拍下並公開到抖音上；以色列国防部长约夫·加兰特表示，“我们正在与人類動物作戰，我们正在采取相应行动”（We are fighting human animals, and we are acting accordingly）。以色列農業部長阿维·迪希特（Avi Dichter）在12频道上呼吁將这场战争將演變成“加薩走廊的大災難（Nakba）” ；另一位利库德集团的國會议员阿里尔·卡尔纳（Ariel Kallner）在社交媒体上写道，“一个目标：大災難！这场大災難将超過1948年的大災難。加薩的大災難，以及任何敢於混攪於其中的人的大災難（one goal：Nakba! A Nakba that will overshadow the Nakba of [1948]. Nakba in Gaza and Nakba to anyone who dares to join）。以色列大屠杀历史学家奥马尔·巴托夫警告说，以色列高官的言论“很容易被解读为表明具有种族灭绝意图”。

## 過程

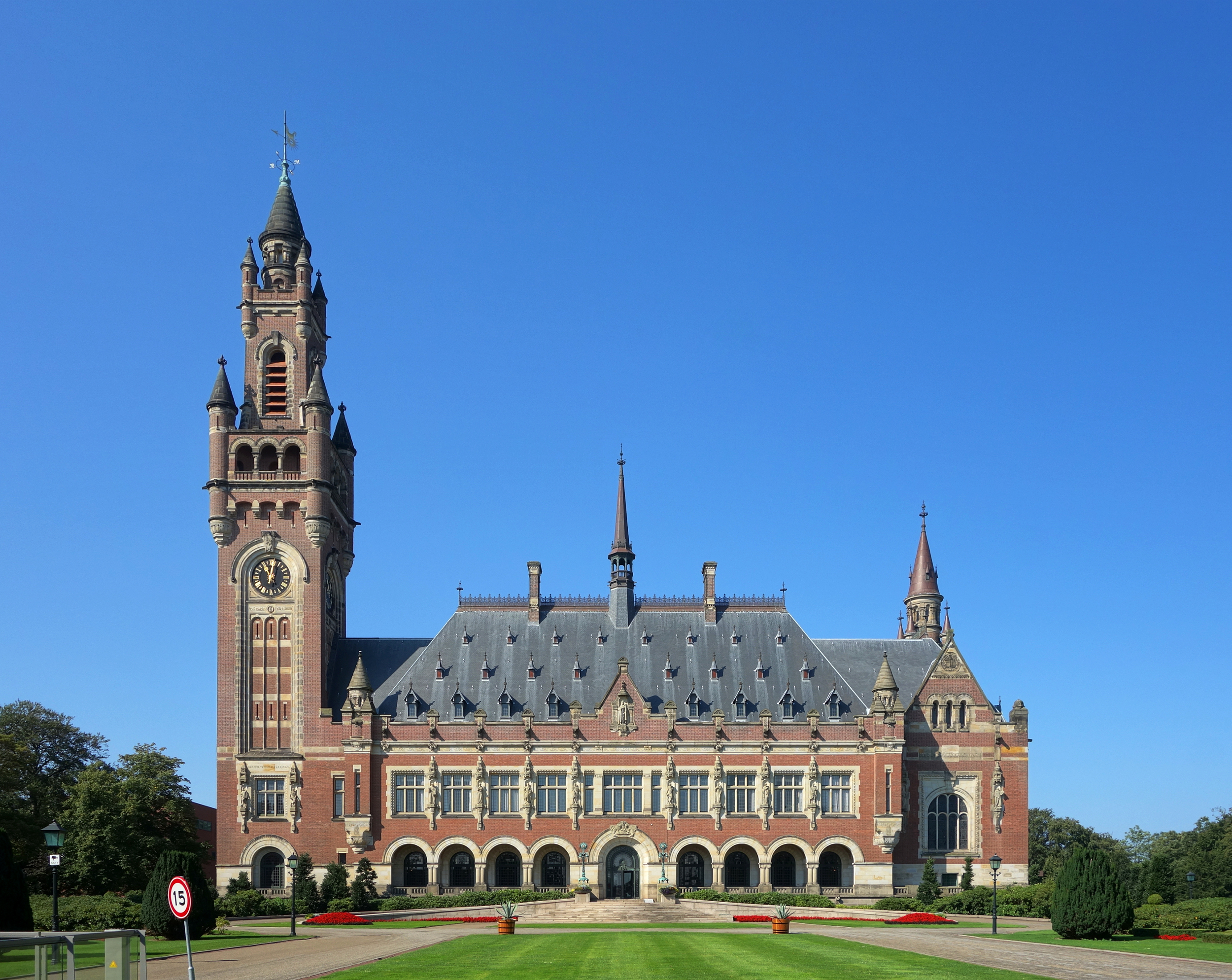
聽證會在海牙和平宫举行

根据以色列和南非签署的《种族灭绝公约》，国际法院于2023年12月29日根据该公约第九条處理诉讼 。
人权观察组织国际司法副主任巴尔基斯·贾拉指出，国际法院的案件不是对个人的起诉，也没有直接涉及国际刑事法院，国际刑事法院是另一個独立的机构，會开展自己的调查。贾拉表示，此案將會“就以色列是否对巴勒斯坦人民实施种族灭绝的问题提供明確的答案”。
2024年1月26日，国际法院表示针对以色列的指控符合《防止及惩治灭绝种族罪公约》的规定，南非寻求的部分权利是合理的。法院因此发布初步判决和紧急命令，要求以色列防止在加沙地带出现种族灭绝行为，必须采取措施改善人道主义状况，但没有要求以色列停止在加沙地帶的行动。南非和巴勒斯坦政府对此判决表示欢迎，以色列总理内塔尼亚胡则谴责国际法院没能立即驳回南非针对以色列种族灭绝案的指控，他表示以将在“遵守国际法”的同时“继续战争”。
2024年2月13日，南非政府向国际法院提出請求，要求阻止以色列對拉法市發動的军事行动。2月16日，国际法院要求有关各方立即有效地落实此前1月26日发布的临时措施，即國際法院沒有直接要求以色列停止對拉法發起的軍事行動。以色列指责南非是在「滥用法院的诉讼程序」。
2024年5月24日，国际法院判决以色列必须停止拉法攻势。国际法院還要求以色列必须持续开放拉法口岸；允许联合国调查人员进入加沙地带就种族灭绝指控进行调查；以色列必须在一个月内报告执行上述要求的所有措施。
2024年6月21日，古巴決定加入南非的行列，向联合国国际法院起诉以色列在加沙地带犯下种族灭绝罪。